# Colibri de Linden
Oxypogon lindenii
Espèce
Synonymes
- Oxypogon guerinii lindenii (Parzudaki, 1845)

Statut de conservation UICN

 LC  : Préoccupation mineure
Le colibri de Linden (Oxypogon lindenii) est une espèce d'oiseaux-mouches.

## Distribution
Cette espèce est endémique du Venezuela. Elle se rencontre entre 2 300 et 4 500 m d'altitude dans la cordillère de Mérida.

## Taxinomie
Oxypogon guerinii lindenii a été élevée au rang d'espèce à la suite des travaux de Collar et Salaman en 2013.